# Bassopiano della Zeja e della Bureja
Il Bassopiano della Zeja e della Bureja (in russo Зейско-Буреинская равнина?, Zejsko-Bureinskaja ravnina) è una pianura dell'Estremo Oriente della Russia, una delle maggiori nella cosiddetta Manciuria esterna. Geograficamente è situato nella regione dell'Oblast' dell'Amur, tra i piedi dei monti Turana e i fiumi Amur e Zeja.
È stato raggiunto per la prima volta nel XVII secolo da esploratori russi ed esaminato dal geografo ed entomologo Grigorij Efimovič Grum-Gržimajlo.
La pianura è composta da strati di sabbie e argille di fiumi e laghi. Ha un'estensione di 250 per 300 km. Le altezze prevalenti vanno dai 200 ai 300 m; le valli fluviali sono profondamente scavate nella pianura. Il tipo di paesaggio principale sono le steppe dei prati - le cosiddette "praterie dell'Amur" - intervallate da aree forestali: a nord ci sono boschi misti di querce e larici, a sud querce e tiglio dell'Amur (Tilia amurensis). Il terreno è simile a quello del černozëm, della taiga bruna e dei terreni paludosi. Il clima è continentale con caratteristiche monsoniche, inverni freddi con poca neve ed estati moderatamente calde.
L'Amur scorre lungo il confine occidentale del bassopiano, che viene solcato dai suoi affluenti di sinistra: la Zeja (con il suo principale affluente sinistro, la Selemdža, e il Tom', altro affluente di sinistra) e la Bureja (in senso stretto, solo il suo corso inferiore si trova nel territorio della pianura).
Le pianure del bassopiano sono la principale regione cerealicola della regione dell'Amur (grano). Nel bacino del fiume Bureja ci sono giacimenti di carbone.